# Anne Hastings
Anne Hastings, contessa di Shrewsbury (1471 – 1520), è stata una nobildonna inglese, era una dama di compagnia della regina consorte Caterina d'Aragona, prima moglie del re Enrico VIII d'Inghilterra..

## Biografia
Era la figlia di William Hastings, I barone Hastings, e di sua moglie Katherine Neville, sorella di Richard Neville, XVI conte di Warwick.
Anne crebbe durante le guerre civili combattute tra le case di York e Lancaster, noto come la Guerra delle due rose.
Il padre era un Yorkista convinto, e un caro amico e Lord Ciambellano di re Edoardo IV. Dopo la morte di quest'ultimo, entrò in una cospirazione contro il fratello più giovane del re defunto, Riccardo, duca di Gloucester, che era stato nominato Lord protettore del regno. Alla scoperta del tradimento di Hastings, Gloucester diede l'ordine per la sua esecuzione, che è stata effettuata presso la Torre di Londra il 13 giugno 1483 e sua madre, Katherine è stata posta sotto la protezione di Gloucester dopo la sua ascesa come re Riccardo III d'Inghilterra, che gli assicurò i suoi privilegi e diritti.
Al momento dell'esecuzione di suo padre, Anna era già sposata e sua madre, per concessione reale, divenne suo tutore fino alla sua maggiore età.
All'inizio del regno di re Enrico VIII d'Inghilterra, Anne divenne una delle dame di compagnia della regina consorte, Caterina d'Aragona.

## Matrimonio
Il 27 giugno 1481, all'età di 10 anni, sposò il tredicenne George Talbot, IV conte di Shrewsbury, suo cugino di secondo grado. Ebbero undici figli:
- Francis Talbot, V conte di Shrewsbury (1500 - 1560)
- Elizabeth Talbot (1507 - 6 maggio 1552)
- Margaret Talbot
- Mary Talbot (? - 16 aprile 1572), sposò Henry Percy, VI conte di Northumberland
- Henry Talbot
- John Talbot
- John Talbot
- William Talbot
- Richard Talbot
- Dorothy Talbot
- Anne Talbot

## Morte
Morì nel 1520. Fu sepolta nella chiesa di St. Peter e St. Paul, che ora è la Cattedrale di Sheffield.